# 日活向島撮影所
日活向島撮影所（にっかつむこうじまさつえいじょ、1913年10月 正式開業 - 1923年11月14日 閉鎖）は、かつて存在した日本の映画スタジオである。大正期の日活の二大撮影所の一つとして、主に現代劇を製作し、製作物（映画作品）の配給はすべて日活本社が行った。新派劇を得意とし「日活新派」と呼ばれた。

## データ
- 正式名称 : 日本活動写真株式会社向島撮影所
- 所在地 : 東京府南葛飾郡隅田村字堤外1412番地 （現在の東京都墨田区堤通2-19-1）
- 所長 : 歴代
  - 山崎勝造（1913年10月 - 1916年2月）
  - 久保秀彦（1916年2月 - 1922年5月）
  - 池永浩久（1922年5月 - 1922年9月）
  - 後藤信治（1922年9月 - 1923年4月）
  - 根岸耕一（1923年4月 - 1923年11月）

## 略歴・概要

### 合併による新撮影所
1912年（大正元年）10月1日、合併により営業を開始した日本活動写真株式会社（日活）は、M・パテー商会、福宝堂、横田商会、吉沢商店のそれぞれの撮影所のうち、前者2社の撮影所を閉鎖し、京都の横田商会の法華堂撮影所、東京の吉沢商店の目黒撮影所を稼働させた。閉鎖された撮影所の従業員は一部日活に引き継がれたが、京都に配転されても旅費も出ず、目黒の周囲にたむろしていた。
合併から明けて、1913年（大正2年）、東京の隅田川ほとりの杉山茂丸の別荘地、約100坪（330.58平方メートル）買収し、旧吉沢商店代表・当時日活取締役の河浦謙一と、旧福宝堂の撮影技師・吉本敬三の設計により、同年2月に着工した。旧福宝堂、旧M・パテー商会のスタッフは、建設中の敷地で撮影を開始した。当時の旧両社のスタッフは、下記の通りである。
- 旧福宝堂 - 脚本・演出 : 篠山吟葉、田村宇一郎、撮影 : 杉山大吉、菅谷幸吉、枝正義郎、西川源一郎、吉本敬三、俳優 : 山崎長之輔 一派
- 旧M・パテー商会 - 撮影 : 藤野泰、男沢粛、坂田重則、大洞元吾

工費は公称約2万5,000円で、目黒を超える本格的グラスステージが同年9月1日に落成、同年10月に稼働が開始した。目黒の旧吉沢商店のグラスステージが閉鎖され、最終的には向島撮影所を現代劇、関西撮影所を時代劇に使用するという形で決定がおこなわれた。現在東映が踏襲する東西撮影所の棲み分けの原型が生まれた。
目黒から移ってきたスタッフは下記の通りである。
- 旧吉沢商店 - 脚本・演出 : 小口忠、桝本清、鬼頭磊三、新海文次郎、背景（美術） : 斎藤五百枝、撮影 : 千葉吉蔵、村上満麿、小西亮、俳優 : 関根達発、森三之助、五味国太郎、立花貞二郎、横山運平

土地提供者の杉山茂丸の推薦で入社した山崎勝造が撮影所長に就任した。

### カチューシャと革新映画
1914年（大正3年）に入るとますます日活は欠乏し、経費節減で新作の製作を抑えにかかった。同撮影所では、吉沢商店時代に佐藤紅緑や藤沢浅次郎の薫陶を受けて自由に育った演出部の小口、桝本、俳優部の関根、立花らは新しい表現を目指した。同年3月に島村抱月の芸術座が公演した、レフ・トルストイの小説『復活』の新劇への翻案が脚光を浴び、松井須磨子が劇中で歌った『カチューシャの唄』は一世を風靡した。そこで桝本が脚本を書き、小口が演出し、関根がネフリュードフ、女形の立花がカチューシャを演じた『カチューシャ』が生まれた。同作は同撮影所始まって以来の大ヒットとなり、翌1915年（大正4年）早々、続編が製作・封切られた。
1917年（大正6年）、演出部に田中栄三、俳優部に東猛夫、山本嘉一、藤野秀夫、衣笠貞之助が入社した。新劇出身の田中、山本は、脚本部の桝本と同志的結合を結び、1918年（大正7年）、再びトルストイを原作に『生ける屍』を生み出した。田中の監督デビュー第2作である。当時、アヴァンタイトルに監督名のクレジットは入っていなかったが、イタリア映画を真似て、同作にはクレジットが入った。同作は向島の「革新映画」の第1作とされる。スター女形の立花貞二郎が、同作のリイザ役を最後に同年11月11日、満25歳で死去した。
1921年（大正10年）の正月興行から、同撮影所に「第三部」が設置され、中山歌子、酒井米子ら「女優」をフィーチャーした映画を製作、公開した。前年に松竹キネマが小山内薫の新劇に裏打ちされた映画を製作し始め、日本映画に女優の歴史が始まったからである。第1作は、1920年（大正9年）12月31日公開の田中栄三監督作品『朝日さす前』である。日活本社は第三部の興行のフラッグシップに東京・赤坂の洋画専門館葵館をブッキングしたが、中山らは新派出身の芝居をする女優であり、作品に革新の意思は存在したものの、新派の延長線上の作品はマーケットに合わず、早晩に敗退した。

### 新劇と女優の導入
1922年（大正11年）9月、後藤信治が所長に就任した。同年、田中栄三が監督した映画『京屋襟店』は、女形が出演する映画の最後の輝きとなった。同作の完成試写が行われた同年11月25日夜、前取締役の石井常吉の国際活映再建の為の引き抜きにより、藤野秀夫を初めとする13名の幹部俳優、1名の監督、2名の撮影技師が退社を表明した。退職した者は下記の通りである。
- 俳優 : 藤野秀夫、衣笠貞之助、島田嘉七、東猛夫、宮島憲一、横山運平、大井吉彌、荒木忍、五月操、藤川三之助、新井淳、邦江弘久（國江弘）、川上吾郎
- 監督 : 坂田重則
- 撮影技師 : 持田米三、高城泰策

この流れのなかで、溝口健二が23歳で監督に昇進した。残されたのは、山本嘉一以外はすべて端役で、同日夜、緊急に首脳陣が、専務取締役の風間又左衛門、後藤信治、京都からすでに独立した牧野省三ら重役まで呼んで同撮影所次長の小園末徳と会議を開き、田中、山本の同席のもとで、田中の提案により、同年12月1日付で新劇の舞台協会との提携を決め。山田隆弥、佐々木積、森英治郎、東屋三郎、岡田嘉子、夏川静江、東八重子ら20数名が向島に参加することとなった、同協会の俳優と3本を製作することとし、結果的には、旧劇という女形による芝居から新劇にシフトできた。
1923年（大正12年）春、本社一旦支配人根岸耕一が撮影所長を兼務、初めて「監督制度」を敷いた。これまでの作品について、現在もデータに乏しいのはこの遅れのためである。脚本部に川村花菱、田中総一郎、大泉黒石、平戸延介（のちの映画監督山本嘉次郎）が入社している。当時の演出部は、田中栄三、鈴木謙作、若山治、溝口健二、細山喜代松、大洞元吾がいた。同年5月、田中栄三は退社した が、松竹蒲田撮影所から村田実を演出部に迎えた。村田の入社第1回作品は『地獄の舞踏』であった。
同年9月1日の関東大震災により、同撮影所は壊滅、日活以前のフィルムアーカイヴもすべて灰燼に帰した。同社首脳は緊急取締役会を開き、本社は非常事態に会社を一旦解散し、1,000人の従業員の解雇を宣言した。それでも同撮影所では、溝口健二、鈴木謙作、細山喜代松が震災をテーマにした作品を製作した。震災後、急造で復興し、溝口健二らの震災のエピソードによる映画を製作したが、同年11月14日、向島撮影所の解雇を免れた全メンバーは、京都の日活大将軍撮影所に一時移籍となった。4日後の同月18日、大将軍で、溝口と村田がクランクインし、同撮影所の歴史は終焉となり、現代劇部もそのまま京都に固定された。

## 向島映画のフォーマット
映画史家の田中純一郎が田中栄三らに取材した話を総合すると、同撮影所では、非常にシステマティックに映画が製作されていたという。まず作品のフォーマットはおおむね下記の通りである。
- 上映時間 （巻数 / 尺数 / メートル） : 40分 （4巻 / 4,000尺 / 1,212メートル[13]）
- シーン数 : 25カット以内
- 製作費 : 2,000円 （1917年 - 1923年当時）

大学卒業者や銀行員の初任給が50円の時代の2,000円は、現在の前者が25万円として概算すると、約1,000万円程度に相当する。
スケジュールのフォーマットはおおむね下記の通り。本読みから7日でクランクアップし、翌日には次の作品の本読みを開始、ポストプロダクションは「技手」と呼ばれた撮影技師1名で現像技師も編集技師も兼務して完成させていた。
| 第n日 | 内容                   | 現在の用語           | 備考                                 |
| ----- | ---------------------- | -------------------- | ------------------------------------ |
| 第1日 | 本読み                 | オールスタッフ打合せ | 撮影準備                             |
| 第2日 | 衣裳調べ               | 衣裳合わせ           | 撮影準備                             |
| 第3日 | 江ノ島出張撮影         | ロケーション撮影     | クランクイン、大道具はセット建込開始 |
| 第4日 | 市川出張撮影           | ロケーション撮影     | 撮影2日目                            |
| 第5日 | 撮影所近辺での部分撮影 | ロケーション撮影     | 撮影3日目、小道具はセット飾込        |
| 第6日 | 所内スタジオ撮影       | セット撮影           | 撮影4日目                            |
| 第7日 | 所内スタジオ撮影       | セット撮影           | 撮影5日目クランクアップ              |
| 第8日 | 現像・着色・焼付・編集 | ポストプロダクション | 撮影技師が1人で行い、完成させる      |

「着色」とは白黒のモノクロフィルムに人工着色を施す作業で、シーンの感情を青・赤・セピア等の単色で着色した。

## 陣容
田中栄三による1917年（大正6年） - 1922年（大正11年）ころの撮影所の陣容は下記の通り。女優が参加する前ころまでの陣容である。
| 職種   | 概要                     | 人数 | 備考                                                                       |
| ------ | ------------------------ | ---- | -------------------------------------------------------------------------- |
| 事務   | 撮影所長ほか             | 4    | 久保秀彦、車多多作、関山久次郎ら                                           |
| 作者   | 脚本家                   | 2    | 桝本清、鬼頭磊三                                                           |
| 監督   | 監督                     | 2    | 小口忠、田中栄三                                                           |
| 技手   | 撮影兼編集技師、現像部員 | 8    | 大洞元吾、藤原幸三郎、坂田重則、岩村友蔵、高城泰策、伊藤真吉、新海文次郎ら |
| 大道具 | 装置・背景               | 5    | 亀原嘉明ら                                                                 |
| 小道具 |                          | 2    |                                                                            |
| 俳優   | 女形含む                 | 25   | 関根達発・立花貞二郎一派、山本嘉一・藤野秀夫・東猛夫一派、横山運平一派     |

## 専属俳優
1913年（大正2年）10月に日活向島撮影所の創設から第三部（純映画劇）新設、男優幹部13名の連袂退社、関東大震災に伴う一斉解雇を経て、1923年（大正12年）11月に閉鎖されるまでの時期に所属していた俳優の一覧である（50音順）。

### 男優
秋月邦武、秋元菊彌、東二郎（在籍中に死去）、東猛夫（脱退）、新井淳（脱退）、荒木忍（脱退）、稻垣浩、今泉錦花、上杉六郎、宇田川寒待、大井吉彌（脱退）、大村浩造、大村正雄、小栗武雄（のち旧劇部）、桂正雄、葛木香一（のち旧劇部）、金村春夫、川上吾郎（脱退）、川島柳峰、北村純一、衣笠貞之助（脱退）、木下吉之助、國江弘（脱退）、小泉嘉輔、小泉春雄、小島洋々、五味國男、五味國太郎、境孝、佐久間一郎、五月操（脱退）、島田嘉七（脱退）、白川悟、關根達發、染谷廣之助、高木桝次郎、高勢實、竹内達彌、竹川春芳、立花貞二郎（退社直後に死去）、田宮秀峰、東明二郎、時村錦城、戸田辨流、冨岡正、中村吉次、橋爪君雄、林俊英、土方勝三郎、藤井源市（のち現代劇部人事係）、藤川三之助（脱退）、藤澤淺二郎、藤野秀夫（脱退）、藤原邦次郎、二島竹松、星野弘喜、保瀬薰、水島亮太郎、南光明、三桝豐、宮島憲一（脱退）、宮島啓夫、木藤茂、森淸、森三之助、山崎長之輔、山田圭介、山本嘉一、横山運平（脱退）、横山隆吉、吉田豐作、吉村哲哉、若葉馨、若水美登里

### 女優
青柳靜子、青山萬里子、明石澄子、生島玉枝、市川春衞、梅田喜代子、江口千代子、大川靜乃、木村靜子、小池春枝、小松京子、酒井米子、櫻木良子、澤蘭子、澤村春子（のち旧劇部）、鈴木歌子、瀬川つる子、妹尾松子、高尾光子、千草香子、德川良子、冨田百合子、中山愛子、中山歌子、中島冬子、夏目香代子、双葉美代子、水木京子、村井春子

### 舞台協会
山田隆彌、佐々木積、森英治郎、東屋三郎、林幹、岡田嘉子、夏川靜江、東八重子、六條浪子、石川眞澄、室町歌江 ほか

## 現在
跡地は、2013年（平成25年）4月1日に開校した墨田区立桜堤中学校の敷地となっている（1977年（昭和52年）2月1日、同地に墨田区立堤小学校が設立されたが、2011年（平成23年）4月に梅若小学校と統合され廃校となっていた。）。1998年（平成10年）11月、日本映画建碑委員会が、墨田区教育委員会、日本映画テレビ技術協会、日本大学藝術学部、日活、フジワラプロダクションズの協賛を得て「近代映画スタジオ発祥の地」の碑を建立した。
同撮影所の製作した作品は、東京国立近代美術館フィルムセンターにはいっさい所蔵されていない。マツダ映画社は大洞元吾監督の『二人静』（1921年）のフィルムプリントを所蔵している。早稲田大学は、『日本南極探検』（13分、1912年）、『うき世』（不完全版51分、1916年）、『生さぬ仲』（断片16分、1916年）の上映用プリントを所蔵しており、2012年（平成24年）に早稲田大学坪内博士記念演劇博物館で行われた『日活向島と新派映画の時代展』で上映されている。

## 註
1. 1 2 3 4 5 6 7 8  田中[1975], p.201-204.
2. 1 2 3 4 5  田中[1975], p.218-221.
3. 1 2 3 4  田中[1975], p.274-279.
4. ↑  鑑賞会[2005], p.152.
5. 1 2 3  田中[1975], p.359-361.
6. 1 2 3 4 5 6  田中[1975], p.363-366.
7. 1 2  佐相[2001], p.106.
8. 1 2 3  田中純一郎『日本映画発達史 1 活動写真時代』（中公文庫、1975年11月25日 ISBN 4122002850）のp.366、368、374の記述を参照。
9. 1 2 3 4 5  田中[1975], p.370.
10. ↑  田中[1975], p.373.
11. 1 2 3 4 5 6  田中[1975], p.374.
12. 1 2 3 4 5 6  田中[1980]、p.128-132.
13. ↑  Googleによる尺単位からの換算結果、2009年12月14日閲覧。
14. ↑  高沢[1919], p.151-156.
15. ↑  同好会[1922], p.247-262,271.
16. ↑  芳丘[1923], p.1-13,22-62.
17. 1 2  八展社[1920], p.67.
18. ↑  「近代映画スタジオ発祥の地」碑文。
19. ↑  所蔵映画フィルム検索システム 1910年代, 所蔵映画フィルム検索システム 1920年代、東京国立近代美術館フィルムセンター、2009年12月2日閲覧。
20. ↑  主な所蔵リスト 劇映画＝邦画篇、マツダ映画社、2009年12月3日閲覧。
21. ↑  日本南極探検（白瀬南極探検隊ドキュメントフィルム）、早稲田大学、2012年5月15日閲覧。
22. ↑  日活向島と新派映画の時代展、早稲田大学坪内博士記念演劇博物館、2012年5月15日閲覧。
23. ↑  『日活向島展』にて上映中、早稲田大学坪内博士記念演劇博物館、2012年5月15日閲覧。